# Брагин, Сергей Михайлович
Серге́й Миха́йлович Бра́гин (1894—1965) — специалист в области электрических кабелей, доктор технических наук, профессор кафедры кабельной техники Московского энергетического института (МЭИ). Лауреат Сталинской премии второй степени (1943).

## Биография
Родился в  1894 году в Твери.
Окончил Ленинградский электротехнический институт имени Ленина (ныне Санкт-Петербургский государственный электротехнический университет). С 1922 года работал на ленинградском заводе Севкабель, одновременно работал преподавателем в Ленинградском электротехническом институте (ЛЭТИ). В 1932 года работал в должности главного инженера треста Союзкабель в Москве. В 1933 — 1938 годы был заместителем директора по технической части на заводе Москабель, потом — начальником кабельного отдела треста Главцветметобработка, начальником отдела в тресте Главкабель.
В 1939 году в Московском энергетическом институте на факультете электрических материалов (ЭМФ) была образована кафедра кабельной техники, заведующим кафедрой стал лауреат Государственной премии СССР профессор С. М. Брагин. В 1939 — 1961 годы под его руководством и при участии были созданы учебные и научные лаборатории кафедры кабельной техники. Под руководством в МЭИ были подготовлены сотни инженеров, подготовлено и защищено несколько кандидатских диссертаций.
Является автором многочисленных научных работ, включая книги «Электрический и тепловой расчет кабеля» (Госэнергоиздат, 1960) и «Электрический кабель» (1955, ГЭИ) и др.
Умер в 1965 году. Похоронен в Москве на Черкизовском кладбище.

## Научные труды
- Эксплуатация электрических станций : Испытание топлива / Инж.-электрик С. М. Брагин, препод.-ассистент Электротехн. ин-та им. В. И. Ленина. - Ленинград : КУБУЧ, 1926. - [4], 76 с. : ил., черт.; 27 см.
- Теория и практика пробоя диэлектриков / С. М. Брагин, А. Ф. Вальтер, Н. Н. Семенов. - Москва ; Ленинград : Гос. изд-во, 1929 (Л. : тип. Печатный двор). - 383 с. : ил., черт., граф.; 23х16 см.
- Тепловой расчет электрических кабелей [Текст] / С. М. Брагин. - Москва ; Ленинград : ОНТИ. Глав. ред. энергетич. лит-ры, 1937. - 344 с., 4 вкл. л. черт., граф. : ил., черт., граф.; 22 см.
- Электрический и тепловой расчет кабеля [Текст]. - Москва ; Ленинград : Госэнергоиздат, 1960. - 328 с., 1 л. номогр. : черт.; 20 см.
- Электрический кабель [Текст] : (Конструкции и основы технологии) : [Учеб. пособие для энергет. и электротехн. вузов и фак.]. - Москва ; Ленинград : Госэнергоиздат, 1955. - 264 с. : ил.; 20 см.

## Награды и премии
- Сталинская премия второй степени (1943) — за разработку новых видов пластмасс и их применение в кабельной промышленности
- орден Красной Звезды (1953) — за плодотворную научно-исследовательскую работу в годы Великой Отечественной войны.